# 2023年世界バドミントン選手権大会のタイ代表チーム
2023年世界バドミントン選手権大会のタイ代表チーム（Thailand's national badminton team at the World Badminton Championships 2023）は、2023年世界バドミントン選手権大会におけるタイ王国の代表チーム。
22歳のクンラブット・ビチットサーンが男子シングルスで金メダルを獲得。メダルは全種目通してこの1枚のみとなった。

## 代表メンバー

### 男子シングルス
- クンラブット・ビチットサーン (3) 優勝
- カンタフォン・ワンチャロン

### 女子シングルス
- ラチャノック・インタノン (7)
- ポルンパウィ・チョチュウォン (11)
- ブサナン・オンバムルングパン (13)

### 男子ダブルス
- スパク・ジョムコー / キティヌポン・ケドレン
- ファランユ・カオサマーン / ウォラポル・トンサンガ

### 女子ダブルス
- ジョンコルファン・キティタラクル / ラウィンダ・プラジョンジャイ (8)
- ベンヤパ・エイムサード / ヌンタカーン・エイムサード (9)

### 混合ダブルス
- デチャポル・プアヴァラヌクロー / サプシリー・タエラッタナチャイ (4)
- スパク・ジョムコー / スピサラ・ペウサンプラン (12)